# Defensa aérea de corto alcance

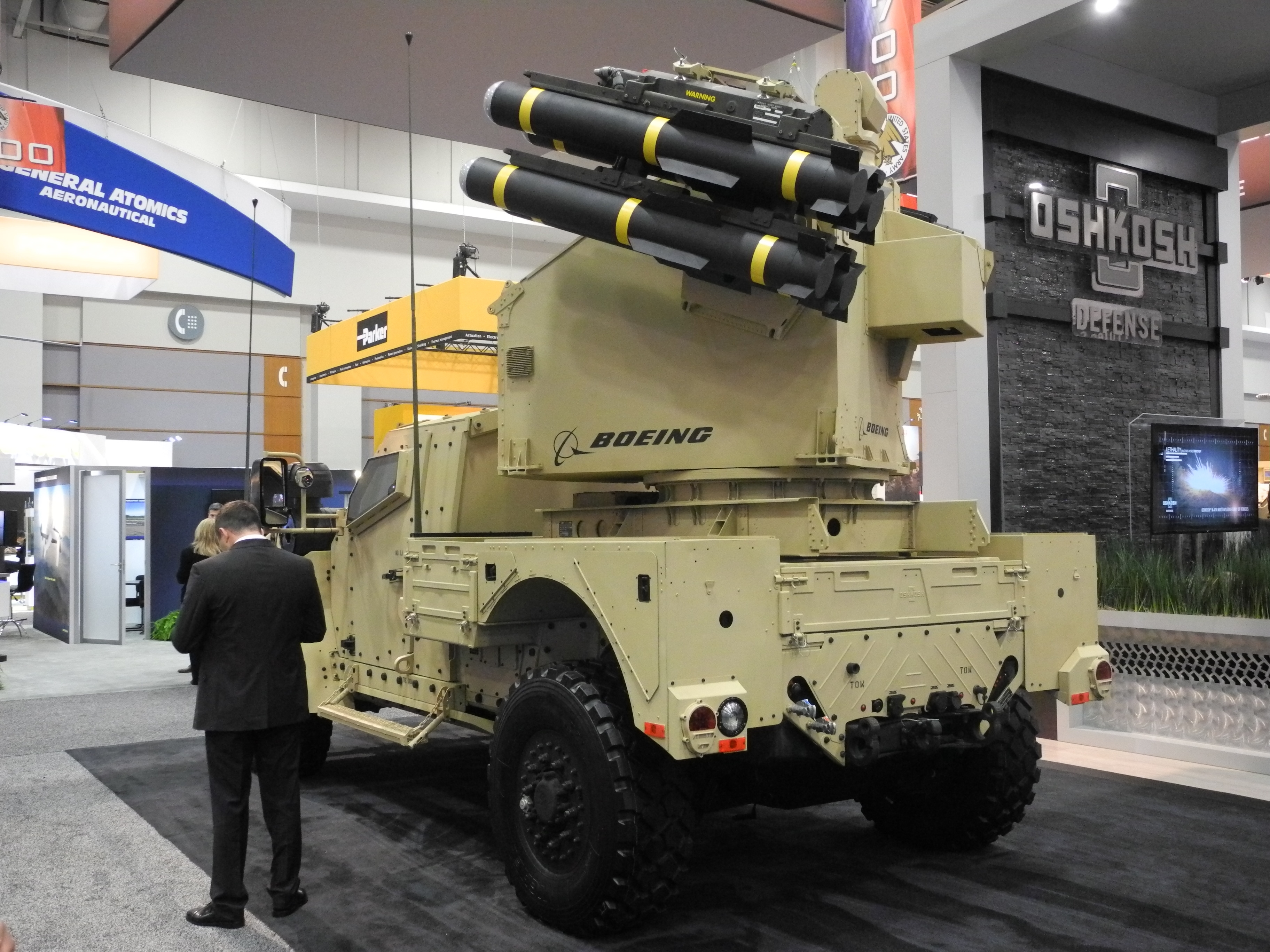
En AUSA 2017, una variante JLTV Utility que monta el lanzador SHORAD de Boeing

La defensa aérea de corto alcance (en inglés: Short range air defense, SHORAD) es un grupo de armas y tácticas antiaéreas que tienen que ver con la defensa contra amenazas aéreas a baja altura, principalmente helicópteros y aviones de bajo vuelo como el A-10 Thunderbolt o el Sukhoi Su-25. SHORAD y sus complementos, HIMAD (Defensa Aérea Alta a Media) y THAAD (Defensa Terminal de Área de Gran Altitud) dividen la defensa aérea del espacio de batalla en cúpulas de responsabilidad basadas en la altitud y los rangos de armas defensivas.